# W. Kent Ford, Jr.
William Kent Ford (EUA, 1931) és un astrònom estatunidenc que ha contribuït a la demostració de l'existència de la matèria fosca.

Representació del moviment de rotació d'una galàxia respecte de la distància al nucli. La corba A correspon al valor teòric i la corba B al valor obtingut experimentalment

Kent Ford desenvolupà en la dècada dels anys 1960 un espectrògraf d'alta sensibilitat que permetia l'observació d'objectes molt febles que no havien pogut ser observats abans. Fou instal·lat en el telescopi de 2,1 metres a Kitt Peak, Arizona. Treballant al Departament de Magnetisme Terrestre de la Carnegie Institution for Science amb l'astrònoma estatunidenca Vera Rubin (1928), el 1970 descobriren que la velocitat de les estrelles de les galàxies espirals, en concret de la gran galàxia d'Andròmeda, allunyades del nucli de la galàxia es movien molt més ràpidament que calia esperar a partir de la massa coneguda de la galàxia. Fou la primera prova de pes que recolzava l'existència de la matèria fosca, encara no detectada directament. Per aquesta recerca fou guardonat el 1985 amb la James Craig Watson Medal.